# 13e étape du Tour de France 1997
Pour un article plus général, voir Tour de France 1997.
La treizième étape du Tour de France 1997 s'est déroulée le 19 juillet 1997 entre Saint-Étienne et L'Alpe d'Huez sur un parcours de 203,5 km. L'Italien Marco Pantani remporte sa première étape sur ce Tour de France et sa deuxième victoire sur cette montée après celle de 1995.

## Classement de l'étape
| \| Classement de l'étape \| Classement de l'étape \| Classement de l'étape \| Classement de l'étape \| Classement de l'étape \| \| Coureur \| Coureur \| Pays \| Équipe \| Temps \| \| --------------------- \| --------------------- \| --------------------- \| --------------------- \| --------------------- \| \| 1er \| Marco Pantani \| Italie \| Mercatone Uno \| 5 h 02 min 42 s \| \| 2e \| Jan Ullrich \| Allemagne \| Deutsche Telekom \| + 47 s \| \| 3e \| Richard Virenque \| France \| Festina-Lotus \| + 1 min 27 s \| \| 4e \| Francesco Casagrande \| Italie \| Saeco-Estro \| + 2 min 27 s \| \| 5e \| Bjarne Riis \| Danemark \| Deutsche Telekom \| + 2 min 28 s \| \| 6e \| Beat Zberg \| Suisse \| Mercatone Uno \| + 2 min 59 s \| \| 7e \| Udo Bölts \| Allemagne \| Deutsche Telekom \| + 2 min 59 s \| \| 8e \| Roberto Conti \| Italie \| Mercatone Uno \| + 2 min 59 s \| \| 9e \| Laurent Madouas \| France \| Lotto-Isoglass \| + 2 min 59 s \| \| 10e \| Laurent Jalabert \| France \| ONCE \| + 3 min 22 s \| |                      |           |                  |                 |
| |                      |           |                  |                 |
| |                      |           |                  |                 |
| Classement de l'étape |                      |           |                  |                 |
| Coureur | Coureur              | Pays      | Équipe           | Temps           |
| 1er | Marco Pantani        | Italie    | Mercatone Uno    | 5 h 02 min 42 s |
| 2e | Jan Ullrich          | Allemagne | Deutsche Telekom | + 47 s          |
| 3e | Richard Virenque     | France    | Festina-Lotus    | + 1 min 27 s    |
| 4e | Francesco Casagrande | Italie    | Saeco-Estro      | + 2 min 27 s    |
| 5e | Bjarne Riis          | Danemark  | Deutsche Telekom | + 2 min 28 s    |
| 6e | Beat Zberg           | Suisse    | Mercatone Uno    | + 2 min 59 s    |
| 7e | Udo Bölts            | Allemagne | Deutsche Telekom | + 2 min 59 s    |
| 8e | Roberto Conti        | Italie    | Mercatone Uno    | + 2 min 59 s    |
| 9e | Laurent Madouas      | France    | Lotto-Isoglass   | + 2 min 59 s    |
| 10e | Laurent Jalabert     | France    | ONCE             | + 3 min 22 s    |

## Classement général
Grâce à sa victoire d'étape au sommet de L'Alpe d'Huez, l'Italien Marco Pantani (Mercatone Uno) en profite pour monter sur le podium provisoire d'un classement général toujours dominé par l'Allemand Jan Ullrich (Deutsche Telekom). Le porteur du maillot jaune bénéficie de sa deuxième place à l'étape pour porter son avance sur son dauphin le Français Richard Virenque (Festina-Lotus) à plus de six minutes et vingt secondes. Anciennement troisième, l'Espagnol Abraham Olano (Banesto) perd deux places et se retrouve cinquième, juste derrière le Danois Bjarne Riis (Deutsche Telekom). Pascal Lino (BigMat-Auber 93) perd plus de 17 minutes et sa place dans le top 10, alors que José María Jiménez (Banesto) en profite pour y faire son entrée à la neuvième place devant le Suisse Laurent Dufaux (Festina).
| \| Classement général \| Classement général \| Classement général \| Classement général \| Classement général \| \| Coureur \| Coureur \| Pays \| Équipe \| Temps \| \| ------------------ \| -------------------- \| ------------------ \| ---------------------------- \| ------------------ \| \| 1er \| Jan Ullrich \| Allemagne \| Deutsche Telekom \| 66 h 26 min 10 s \| \| 2e \| Richard Virenque \| France \| Festina-Lotus \| + 6 min 22 s \| \| 3e \| Marco Pantani \| Italie \| Mercatone Uno \| + 8 min 24 s \| \| 4e \| Bjarne Riis \| Danemark \| Deutsche Telekom \| + 9 min 42 s \| \| 5e \| Abraham Olano \| Espagne \| Banesto \| + 10 min 38 s \| \| 6e \| Francesco Casagrande \| Italie \| Saeco-Estro \| + 12 min 56 s \| \| 7e \| Fernando Escartín \| Espagne \| Kelme-Costa Blanca-Eurosport \| + 14 min 32 s \| \| 8e \| Oscar Camenzind \| Suisse \| Mapei-GB \| + 16 min 59 s \| \| 9e \| José María Jiménez \| Espagne \| Banesto \| + 18 min 32 s \| \| 10e \| Laurent Dufaux \| Suisse \| Festina-Lotus \| + 18 min 46 s \| |                      |           |                              |                  |
| |                      |           |                              |                  |
| |                      |           |                              |                  |
| Classement général |                      |           |                              |                  |
| Coureur | Coureur              | Pays      | Équipe                       | Temps            |
| 1er | Jan Ullrich          | Allemagne | Deutsche Telekom             | 66 h 26 min 10 s |
| 2e | Richard Virenque     | France    | Festina-Lotus                | + 6 min 22 s     |
| 3e | Marco Pantani        | Italie    | Mercatone Uno                | + 8 min 24 s     |
| 4e | Bjarne Riis          | Danemark  | Deutsche Telekom             | + 9 min 42 s     |
| 5e | Abraham Olano        | Espagne   | Banesto                      | + 10 min 38 s    |
| 6e | Francesco Casagrande | Italie    | Saeco-Estro                  | + 12 min 56 s    |
| 7e | Fernando Escartín    | Espagne   | Kelme-Costa Blanca-Eurosport | + 14 min 32 s    |
| 8e | Oscar Camenzind      | Suisse    | Mapei-GB                     | + 16 min 59 s    |
| 9e | José María Jiménez   | Espagne   | Banesto                      | + 18 min 32 s    |
| 10e | Laurent Dufaux       | Suisse    | Festina-Lotus                | + 18 min 46 s    |

## Classements annexes
| Classement par points | Classement par points | Classement par points | Classement par points | Classement par points |
| Coureur               | Coureur               | Pays                  | Équipe                | Points                |
| --------------------- | --------------------- | --------------------- | --------------------- | --------------------- |
| 1er                   | Erik Zabel            | Allemagne             | Deutsche Telekom      | 276 pts               |
| 2e                    | Frédéric Moncassin    | France                | Gan                   | 191 pts               |
| 3e                    | Jeroen Blijlevens     | Pays-Bas              | TVM-Farm Frites       | 168 pts               |
| 4e                    | Mario Traversoni      | Italie                | Mercatone Uno         | 126 pts               |
| 5e                    | Nicola Minali         | Italie                | Batik-Del Monte       | 121 pts               |

| Classement par points | Classement par points | Classement par points | Classement par points | Classement par points |
| Coureur               | Coureur               | Pays                  | Équipe                | Points                |
| --------------------- | --------------------- | --------------------- | --------------------- | --------------------- |
| 1er                   | Erik Zabel            | Allemagne             | Deutsche Telekom      | 276 pts               |
| 2e                    | Frédéric Moncassin    | France                | Gan                   | 191 pts               |
| 3e                    | Jeroen Blijlevens     | Pays-Bas              | TVM-Farm Frites       | 168 pts               |
| 4e                    | Mario Traversoni      | Italie                | Mercatone Uno         | 126 pts               |
| 5e                    | Nicola Minali         | Italie                | Batik-Del Monte       | 121 pts               |

| Classement de la montagne | Classement de la montagne | Classement de la montagne | Classement de la montagne | Classement de la montagne |
| Coureur                   | Coureur                   | Pays                      | Équipe                    | Points                    |
| ------------------------- | ------------------------- | ------------------------- | ------------------------- | ------------------------- |
| 1er                       | Richard Virenque          | France                    | Festina-Lotus             | 299 pts                   |
| 2e                        | Laurent Brochard          | France                    | Festina-Lotus             | 206 pts                   |
| 3e                        | Jan Ullrich               | Allemagne                 | Deutsche Telekom          | 197 pts                   |
| 4e                        | Marco Pantani             | Italie                    | Mercatone Uno             | 174 pts                   |
| 5e                        | Francesco Casagrande      | Italie                    | Saeco-Estro               | 142 pts                   |

| Classement de la montagne | Classement de la montagne | Classement de la montagne | Classement de la montagne | Classement de la montagne |
| Coureur                   | Coureur                   | Pays                      | Équipe                    | Points                    |
| ------------------------- | ------------------------- | ------------------------- | ------------------------- | ------------------------- |
| 1er                       | Richard Virenque          | France                    | Festina-Lotus             | 299 pts                   |
| 2e                        | Laurent Brochard          | France                    | Festina-Lotus             | 206 pts                   |
| 3e                        | Jan Ullrich               | Allemagne                 | Deutsche Telekom          | 197 pts                   |
| 4e                        | Marco Pantani             | Italie                    | Mercatone Uno             | 174 pts                   |
| 5e                        | Francesco Casagrande      | Italie                    | Saeco-Estro               | 142 pts                   |

| Classement du meilleur jeune | Classement du meilleur jeune | Classement du meilleur jeune | Classement du meilleur jeune | Classement du meilleur jeune |
| Coureur                      | Coureur                      | Pays                         | Équipe                       | Temps                        |
| ---------------------------- | ---------------------------- | ---------------------------- | ---------------------------- | ---------------------------- |
| 1er                          | Jan Ullrich                  | Allemagne                    | Deutsche Telekom             | 66 h 26 min 10 s             |
| 2e                           | Peter Luttenberger           | Autriche                     | Rabobank                     | + 19 min 47 s                |
| 3e                           | Daniele Nardello             | Italie                       | Mapei-GB                     | + 22 min 20 s                |
| 4e                           | Joona Laukka                 | Finlande                     | Festina-Lotus                | + 26 min 25 s                |
| 5e                           | Michael Boogerd              | Pays-Bas                     | Rabobank                     | + 30 min 58 s                |

| Classement du meilleur jeune | Classement du meilleur jeune | Classement du meilleur jeune | Classement du meilleur jeune | Classement du meilleur jeune |
| Coureur                      | Coureur                      | Pays                         | Équipe                       | Temps                        |
| ---------------------------- | ---------------------------- | ---------------------------- | ---------------------------- | ---------------------------- |
| 1er                          | Jan Ullrich                  | Allemagne                    | Deutsche Telekom             | 66 h 26 min 10 s             |
| 2e                           | Peter Luttenberger           | Autriche                     | Rabobank                     | + 19 min 47 s                |
| 3e                           | Daniele Nardello             | Italie                       | Mapei-GB                     | + 22 min 20 s                |
| 4e                           | Joona Laukka                 | Finlande                     | Festina-Lotus                | + 26 min 25 s                |
| 5e                           | Michael Boogerd              | Pays-Bas                     | Rabobank                     | + 30 min 58 s                |

| Classement par équipes | Classement par équipes | Classement par équipes | Classement par équipes |
| Équipe                 | Équipe                 | Pays                   | Temps                  |
| ---------------------- | ---------------------- | ---------------------- | ---------------------- |
| 1re                    | Deutsche Telekom       | Allemagne              | 199 h 51 min 39 s      |
| 2e                     | Mercatone Uno          | Italie                 | + 6 min 59 s           |
| 3e                     | Festina-Lotus          | France                 | + 14 min 55 s          |
| 4e                     | Banesto                | Espagne                | + 21 min 51 s          |
| 5e                     | Mapei-GB               | Italie                 | + 50 min 27 s          |

| Classement par équipes | Classement par équipes | Classement par équipes | Classement par équipes |
| Équipe                 | Équipe                 | Pays                   | Temps                  |
| ---------------------- | ---------------------- | ---------------------- | ---------------------- |
| 1re                    | Deutsche Telekom       | Allemagne              | 199 h 51 min 39 s      |
| 2e                     | Mercatone Uno          | Italie                 | + 6 min 59 s           |
| 3e                     | Festina-Lotus          | France                 | + 14 min 55 s          |
| 4e                     | Banesto                | Espagne                | + 21 min 51 s          |
| 5e                     | Mapei-GB               | Italie                 | + 50 min 27 s          |